# الياسق

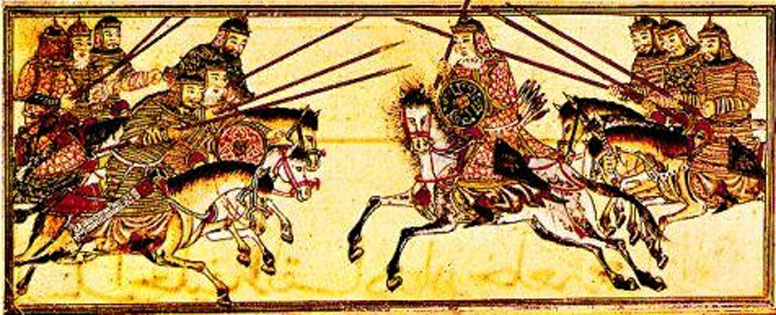

الياسا او الياسق قانون صدر عام 1206م وضعه جنكيز خان، وهو يشتمل على جانب كبير من الأحكام التي تتعلق بالجزاء والعقاب من أجل نشر الأمن في أرجاء الإمبراطورية المغولية. استطاع جنكيز خان من خلال قانون الياسا أن يقضي على أسباب الفوضى في إمبراطوريته وينشر الأمن في كافة الأنحاء الخاضعة لحكمه والممتدة عبر هضبة منغوليا، ويوضح قانون الياسا كراهية جنكيز خان للسرقة والزنا وشرب الخمر والظلم. ورد في اللفظ العربي بتسميات متعددة في المصارد العربية والفارسية مختلفة: ياسا، وياسه، ويساق، وياساق، ويسق.

## أصل التشريع
الياسا هي كلمة مغولية الأصل، تعني القاعدة أو القانون أو الحاكم، وقد وردت على أكثر من وجه في العربية والفارسية، فنجدها ياسا أو ياسه، وقد تظهر على الشكل التالي: يساق أو ياساق أو يسق، وهو الحكم الذي يصدر من الأمير أو الحاكم، وقد دون بالأويغورية، وأطلق على هذا القانون اسم: كتاب الياسا الكبير، الذي كان مرجعاً يتم العودة إليه عند جلوس الخان الجديد على عرشه، أو عند انعقاد المجلس المغولي الأعلى. والمعروف أنه كان للمغول قبل جنكيزخان مجموعة من الآداب والتقاليد، تعارفوا عليها وجاء جنكيزخان أعاد النظر فيها، فعدلها بالحذف والإضافة، وجعل لها صفة رسمية، وأمر بتدوين تلك الأحكام والاحتفاظ بها في خزائن أمراء المغول.

## الياسا في الحضارة الإسلامية
الياسق أو الياسا هو أول نموذج ظهر في العالم الإسلامي ويخرج عن حدود التشريع الإسلامي، تكلم ابن تيمية في فتواه المشهورة عن التتار، وهو أكثر من فصّل في الياسق، وما هو حاله وشأنه وتاريخه. والحافظ ابن كثير ذكر ذلك باقتضاب في تفسير قول الله: ﴿أَفَحُكْمَ الْجَاهِلِيَّةِ يَبْغُونَ وَمَنْ أَحْسَنُ مِنَ اللَّهِ حُكْمًا لِقَوْمٍ يُوقِنُونَ ۝٥٠﴾ [المائدة:50] قال: مثل ما يتحاكم به التتار إلى كتابهم الذي يسمى الياسق.

## قانون الياسا
الصرامة التي تميزت بها أحكام الياسا كانت هي الكفيلة بإخضاع تلك القبائل الهمجية، وترويضها وإبعاد الفوضى، وبهذا الأسلوب استطاع توحيد المغول، ونظم العلاقة بين الحاكم والمحكوم، والمحكومين ببعضهم البعض، كما نظم علاقات الأفراد.
من أهم ما ورد في هذا القانون الذي أورده القلقشندي:
1. من وجد عبداً هارباً أو أسيراً قد هرب، ولم يرده إلى صاحبه قتل.
2. من أطعم أسير قوم أو كساه بغير إذنهم قتل.
3. من وقع حمله أو قوسه أو شيء من متاعه وهو يكر أو يفر في حالة قتال وكان وراءه شخص فإنه ينزل ويناول صاحبه ما سقط منه، فإن لم ينزل ولم يناوله قتل.
4. لا يأكل أحد من أحد حتى يأكل منه المناول أولا، ولو كان المناول أميراً، ومن يناوله أسيرا.
5. لا يختص أحد بأكل شيء وغيره يراه، بل يشركه معه في أكله.
6. لا يتميز أحد منهم بالشبع على أصحابه، وإن مرّ أحدهم بقوم وهم يأكلون، فله أن ينزل ويأكل معهم وليس لأحد أن يمنعه.
7. منعهم من غسل ثيابهم، بل يلبسونها حتى تبلى.
8. منع أن يقال لشيء أنه نجس، فإن جميع الأشياء طاهرة.
9. ألزمهم ألا يتعصبوا لشيء من المذاهب.
10. منع من تفخيم الألفاظ وروائع الألقاب، فلا يخاطب الشخص مهما علت مكانته إلا باسمه فقط.
11. ألزم القائم بعده بعرض العسكر وأسلحتها إذا أراد الخروج إلى القتال، وأن يعرض كل ساقربة (قائد) عسكره، وينظر حتى الإبرة والخيط فمن وجده قد قصر في شيء مما يحتاج إليه عند عرضه إياه، عاقبه.
12. إلزام نساء العسكر بالقيام بما على الرجال في مدة غيبتهم في القتال.
13. تنظيم حلقات الصيد، لما لها من أهمية في التدريب على أساليب الحرب.
14. الزاني يقتل،
15. من يعين أحد خصمين على الآخر يقتل،
16. من بال في الماء يقتل،
17. من أعطى بضاعة فخسر، ثم أعطى ثانية فخسر، ثم أعطى ثالثة فخسر، يقتل.
18. من ذَبَحَ ذَبْحَ المسلمين يقتل. فقد كان المغول يعمدون إلى لف قوائم الحيوان للذبح وشق جوفه، حيث يدخل أحدهم يده إلى قلبه، فيمرسه في يده حتى يموت.

ومما ورد ايضا في الياسه، ما يدل على كراهية جنكيزخان لمن يرتكب السرقة والفحش، وجعل العقوبة الإعدام، وأنكر أيضًا عصيان الولد لأوامر أبويه، ومخالفة الصغير للأخ الكبير، وامتناع الغنى عن إعانة الفقير، وعدم احترام المرءوسين للرؤساء. ونهى أتباعه عن الإسراف في شرب الخمر. وظلت أحكام الياسا موضع اهتمام الأقوام التركية المغولية حتى بعد أن زالت دولة الإيلخانيين في إيران، وسار عليها التيموريون في أمور السياسة والحكم، وفي المواكب والحفلات. وقد تسربت بعض مبادئها وقواعدها إلى نظم سلاطين المماليك والعثمانيين.

## دراسات
في دراسة بعنوان " قانو الياسا ما له وما عليه" في كتاب تاريخ العرب والعالم، رأي في قانون الياسا حيث يقول: 
أن من يتأمل نصوص الياسا، يلاحظ أن بعضها يوافق الشرائع السماوية ومنها الإسلامية، إلا أن هناك العديد من هذه النصوص يخالف هذه الشرائع، حيث انها احترمت كل الأديان والمذاهب، وصحيح أنها نظمت العلاقات بين الرئيس و المرؤوس، وبين أفراد المجتمع، وحولت شعباً متوحشاً إلي أفراد في دولة لها نظمها وقوانينها، إلا أنها ألغت شخصية الفرد وقيدت حريته، وكبلته بالقيود. وهذا لم يعن أن المغول وعلي الرغم من قوانين الياسا، لم يتخطوا هذه القوانين عندما تكون الغاية تبرر الوسيلة، وخصوصاً في أوقات الحروب، فالكذب وهو جريمة في نص الياسا، كان يستخدم في خداع الأعداء، والعهود والمواثيق التي كان يعاقب عليها الياسا عند النكوث بها، كانوا أول من ينكثون بها عند رغبتهم بالانتقام أو الغدر. كما أن الدعوة إلي التعاون في سبيل الجماعة، كان يرافقها عدم الاعتراف بحقوق الفرد. وقد كانت الياسا واضحة في النص الذي ألزم المغول بعض بناتهم الأبكار علي الخان عند رأس كل سنة، ليختار منهن لنفسه ولأولاده، وبذلك قونن الإباحية، كما هدم كيان الأسرة. وعلي الرغم من ذلك أخذ سلاطين المماليك والعثمانيين بالجزء السياسي والعسكري من الياسا، كما أن تيمورلنك تبناها بالكامل.